# Demetrius III Eucaerus
Demetrius III (ca. 102 – na 88/87 v.Chr.), bijgenaamd Eucaerus, was koning van een deel van het hellenistische Seleucidenrijk (Syrië), tot 88/87 v.Chr.. Zijn residentie was Damascus.

## Een dubbele broederoorlog
Sinds 114 v.Chr. was de Seleucidische dynastie verdeeld in twee takken: koning Antiochus VIII Grypus, die tot dan toe alleen had geregeerd, werd in dat jaar geconfronteerd met de opstand van zijn halfbroer Antiochus IX Cyzicenus. Hij was hiertoe in staat doordat hij trouwde met de Ptolemaïsche koningin Cleopatra IV, die kort daarvoor was verstoten door haar echtgenoot Ptolemaeus IX Lathyrus, maar nog altijd kon rekenen op militaire steun.
De opstandeling slaagde erin het zuidelijk deel van het Seleucidenrijk, Coele-Syrië, te bemachtigen en wist zelfs de hoofdstad Antiochië te veroveren. Antiochus VIII Grypus behield echter Cilicië, bouwde een nieuw leger, versloeg Cleopatra IV en heroverde Antiochië. De twee partijen waren nu in evenwicht en zochten allianties in het Ptolemaïsche rijk.
- Antiochus VIII Grypus verbond zich - door in 103 v.Chr. te trouwen met Cleopatra Selena I - met Ptolemaeus IX Lathyrus en de Hasmonese (Joodse) koning Johannes Hyrkanus
- Antiochus IX Cyzicenus verbond zich met Ptolemaeus X Alexander, die tegen zijn broer in opstand was gekomen, en de bewoners van Samaria

De strijd was lang en uitputtend. Numismaten hebben vastgesteld dat Antiochië minstens vijf keer van eigenaar wisselde. Uiteindelijk gaf een Romeinse interventie ten gunste van de Hasmoneeën de doorslag, waardoor Antiochus VIII de overhand kreeg. Coele-Syrië kon hij echter niet heroveren.

## Crisis
Antiochus VIII overleed in 96. Zijn echtgenote, Cleopatra V Selene, trouwde nu met Antiochus IX Cyzicenus, in een poging het rijk te herenigen. Hierbij werden de kinderen van Antiochus VIII gepasseerd, en zij kwamen in opstand. Seleucus VI Epiphanes bezette Antiochië en mag gelden als de eigenlijke opvolger van zijn vader. Zijn broers Demetrius III Eucaerus en Philippus I Philadelphus, geholpen door Ptolemaeus IX Lathyrus bezetten Damascus en Beroea (het huidige Aleppo), waarmee ze een einde hoopten te maken aan de heerschappij van Antiochus IX Cyzicenus.
Antiochus IX Cyzicenus werd uiteindelijk verslagen door Seleucus VI, die echter op zijn beurt werd verslagen door een zoon van zijn vijand, Antiochus X Eusebes. In Antiochië kwam nu een vierde zoon van Antiochus VIII Grypus aan de macht, Antiochus XI Epiphanes. Antiochus X slaagde er echter de macht in de hoofdstad toch over te nemen. De chaotische situatie was hiermee in zoverre vereenvoudigd dat de twee rijkshelften nu in feite van dynastieke tak hadden gewisseld: twee zonen van Antiochus VIII, die in het noorden had geregeerd, regeerden nu in het zuiden, en een zoon van Antiochus IX, die in het zuiden had geregeerd, beheerste het noorden. Zo was het rijk verdeeld tussen Antiochus X Eusebes (Antiochië), Demetrius III Eucaerus (Damascus) en Philippus I Philadelphus (Beroea).

## Demetrius' regering
Demetrius, als meest zuidelijke van de drie heersers, raakte betrokken in de conflicten in het Hasmonese rijk. Aan het einde van de jaren negentig lijkt hij te hebben geïntervenieerd tegen de Joodse koning Alexander Jannaeus, maar hij kon zijn campagne niet voortzetten omdat in ca. 89 de Parthen een inval deden en Antiochus X versloegen. Ziende dat de troon in Antiochië nu vrij was gekomen, marcheerde Demetrius naar het noorden en bezette de stad.
Onmiddellijk daarna eiste hij dat zijn broer Philippus zich aan hem zou onderwerpen. Beroea werd belegerd, maar Philippus kon het op de nagenoeg onneembare citadel lang genoeg uithouden om zich te laten bevrijden door de Parthen. Demetrius werd verslagen en gevangengenomen; hij stierf in krijgsgevangenschap. Zijn regering markeert de definitieve desintegratie van het Seleucidenrijk.

## Secundaire literatuur
- O. Hoover, 'Revised Chronology for the Late Seleucids at Antioch (121/0-64 BC)' in: Historia 65/3 (2007) 280-301